# Sergio Vriz
Sergio Vriz (Raveo, 8 gennaio 1952) è un ex calciatore italiano, di ruolo centrocampista.
Suo figlio Giovanni è un calciatore.

## Carriera
Ha militato in Serie A con le maglie di Verona e Udinese, per complessive 59 presenze e 8 reti in massima serie.
Ha inoltre totalizzato 83 presenze e 13 reti in Serie B nelle file di Verona, Novara e Udinese, conquistando due promozioni in A (col Verona nella stagione 1974-1975 e con l'Udinese nella stagione 1978-1979).
Dal 2004 collabora con la Figc regionale del Friuli e nel 2014 allena tre rappresentative giovanili della Figc di Pordenone.

## Palmarès

### Club

#### Competizioni nazionali
- Serie B: 1

Udinese: 1978-1979

#### Competizioni internazionali
- Coppa Mitropa: 1

Udinese: 1979-1980